# Faydalı (Kozan)
Faydalı (türkisch für nützlich) ist ein Ortsteil (Mahalle) im Landkreis Kozan der türkischen Provinz Adana mit 1.169 Einwohnern (Stand: Ende 2024). Im Jahr 2011 zählte Faydalı 1313 Einwohner.